# بيو بوش
بيو بوش (بالإنجليزية: Beau Busch)‏ هو لاعب كرة قدم أسترالي في مركز الدفاع، ولد في 16 مارس 1984 في نيوكاسل في أستراليا. لعب مع رودميدو ماجيك وسيدني إف سي ونادي اربوراث ونيوكاسل يونايتد جتس وهاميلتون أولمبيك.

## وصلات خارجية
- بيو بوش على موقع قاعدة بيانات كرة القدم.إي يو (الإنجليزية)
- بيو بوش على موقع Soccerbase.com (لاعب) (الإنجليزية)
- بيو بوش على موقع عالم كرة القدم.نت (الإنجليزية)